# یواس‌اس تمپست (۱۸۶۲)
یواس‌اس تمپست (۱۸۶۲) (به انگلیسی: USS Tempest (1862)) یک کشتی بود که طول آن not known بود. این کشتی در سال ۱۸۶۲ ساخته شد.